# Гарпинченко, Андрей Степанович
 Андрей Степанович Гарпинченко (Городиченко) (2  августа 1906 Чита) — полицейский надзиратель Хабаровского городского полицейского управления, начальник Порт-Артурского участка, полицмейстер Читы.

## Биография
Происходил из дворянской семьи. Службу в полиции начал в Харькове в 1891 году, затем был назначен помощником пристава города Изюма. В 1895 году по собственному желанию он был переведен на службу в Восточную Сибирь, на должность полицейского надзирателя Хабаровского городского полицейского управления.
В 1897 году назначен приставом Никольского уезда Южно-Уссурийского округа, в следующем году переведен в Порт-Артур на туже должность, а затем назначен исправляющим должность начальника Южного и Порт-Артурского участка Квантунской области.
В августе 1900 года командирован в распоряжение комиссара по гражданской части для введения правильного гражданского управления в занятых русскими войсками местностях нейтральной полосы Печилийского театра войны. За время служения в этой должности получил целый ряд благодарностей 1) за труды по борьбе с чумой 2) за отличное усердие и выдающуюся деятельность по перевозке войск Южно-Манджурского отряда, благодаря которым все нужды отряда в перевозных средствах были удовлетворены 3) за труды и деятельность по восстановлению спокойствия и порядка в городах, занятых войсками Южно-Манджурского отряда. Тогда же ему был пожалован орден Святого Станислава 3-й степени и медаль за поход в Китай.
После окончания войны был назначен начальником Порт-Артурского участка. В разгар революционного движения Гарпинченко был переведен в Читу помощником полицмейстера, но после того как полицмейстер Читы был отстранен от службы и предан суду, то в исполнение обязанностей полицмейстера был назначен Гарпинченко.
Ценя энергию Гарпинченко губернатор области генерал Сычевский поручил ему не ограничиваясь Читой объезжать область с правом делать распоряжения, производить дознания и аресты. Раскрытие им множества революционных организации озлобило против него крамольников, злоба и месть с их стороны выразились в анонимных письмах с угрозами смерти, получение которых он скрывал от жены чтобы не тревожить её. Об этих письмах его жена узнала уже после его смерти.
Почти накануне смерти ему удалось обнаружить в Чите революционную типографию. 2-го августа в начале 12-го часа дня, Гарпинченко возвращался домой от губернатора, у которого он был с докладом и собирался снова ехать по служебным делам. Вдруг в его квартиру с черного хода ворвалось трое убийц, один черкес и двое русских и выстрелили в него из револьеров, после чего Гарпинченко сначала упал потом вскочил и крикнув негодяй бросился к окну, но тут же выстрелом из револьера был убит черкесом.
В это же время его жена находилась в саду и услышав выстрелы побежала в дом и застала мужа уже мертвым.